# سان أوغوستن دي ديماروس (كيبك)
سان أوغوستن دي ديماروس، كيبك (بالإنجليزية: Saint-Augustin-de-Desmaures)‏ هي مدينة كندية تقع في مقاطعة كيبك. تبلغ مساحة هذه المدينة 85.759 (كم²)، ويبلغ عدد سكانها 17281 نسمة حسب إحصاء سنة 2006 م، بينما كان يسكنها 15732 نسمة في سنة 2001 م. تحتل هذه المدينة المرتبة رقم 224 بين مدن كندا حسب عدد السكان والمرتبة رقم 59 في المقاطعة. النمو سكاني في هذه المدينة يقدر بـ(9.8).

## أعلام
- جان مارشان
- أندريه غوثير

## وصلات خارجية
- الأطلس الحكومي لكندا
- إحصاءات كندا مع ساعة تعداد السكان